# Akli
Pour les articles homonymes, voir Akli (homonymie).
 (novembre 2007).
Si vous disposez d'ouvrages ou d'articles de référence ou si vous connaissez des sites web de qualité traitant du thème abordé ici, merci de compléter l'article en donnant les références utiles à sa vérifiabilité et en les liant à la section « Notes et références ».
Harratin, ce terme fait référence à tous les anciens esclaves noirs et les domestiques de la société touareg traditionnelle. Le terme harratin signifie être noir. 

## Histoire
Ils étaient aussi connus comme ismkhan (Ismakh singulier) au Maroc et seraient originaires du Bilad al-Sudan (le Soudan). Les esclaves travaillaient comme domestiques ou bergers. Les esclaves ont été intégrés dans les ménages et les tentes des familles et avaient un grand prestige aux yeux des berbères.
Les formes traditionnelles de l'esclavage sont fortement ébranlées aujourd'hui.